# José Costa
José Costa, né le 8 décembre 1973, à Figueira da Foz, au Portugal, est un joueur portugais de basket-ball. Il mesure 1,88 m et évolue au poste de meneur.
Actuellement il joue au Portugal, en ProLiga (2e division) avec le Casino Figueira Ginasio.

## Palmarès
- 2005/2006 - Coupe du Portugalavec le Casino Figueira
- 2012/2013 - Coupe du Portugal avec le CAB Madeira

## Sélection Nationale
- Participation à l'Eurobasket 2011